# The Bride's Awakening
The Bride's Awakening is een Amerikaanse dramafilm uit 1918 onder regie van Robert Z. Leonard.

## Verhaal
De rijke Elaine Bronson wordt uitgehuwelijk aan Richard Earle. Aanvankelijk is zij ingenomen door zijn verfijnde manieren en zijn mooipraterij. Al snel na de bruiloft komt ze erachter dat hij alleen maar uit was op haar fortuin.

## Rolverdeling
| Acteur            | Personage         |
| ----------------- | ----------------- |
| Mae Murray        | Elaine Bronson    |
| Lew Cody          | Richard Earle     |
| Clarissa Selwynne | Lucille Bennett   |
| Harry Carter      | George Bennett    |
| Joseph W. Girard  | Frederick Bronson |
| Ashton Dearholt   | Jimmy Newton      |